# Fons Rademakers
Alphonse Marie „Fons“ Rademakers (5. září 1920 Roosendaal – 22. února 2007 Ženeva) byl nizozemský filmový režisér, producent a scenárista.
V roce 1987 získal Oscara pro nejlepší neanglicky mluvený film za snímek De aanslag, o událostech v Nizozemsku na konci druhé světové války. Již v roce 1960 byl na stejnou cenu nominován jeho režijní debut, film Ves u řeky. Stal se prvním Nizozemcem, který byl na Oscara nominován a prvním, který ho získal. V roce 1961 rovněž obdržel Stříbrného medvěda na Berlinale za svůj druhý film Makkers, staakt uw wild geraas.
Vystudoval Amsterdamskou akademii dramatických umění. Začínal jako herec. Za druhé světové války narukoval do nizozemské armády, byl Němci zajat, ale propuštěn a následně uprchl do Švýcarska, kde strávil konec války. Po konci války se vrátil k herectví, ale ve 35 letech se rozhodl pro režii. Začínal jako asistent režisérů jako byli Jean Renoir, Vittorio De Sica nebo Charles Crichton.

## Filmografie

### Režie
- Ves u řeky (1958)
- Makkers, staakt uw wild geraas (1960)
- Mes, Het (1961)
- Als twee druppels water (1963)
- Dans van de reiger, De (1966)
- Mira (1971)
- Because of the Cats (Niet voor de poezen) (1973)
- Max Havelaar of de koffieveilingen der Nederlandsche handelsmaatschappij (1976)
- Mijn vriend (1979)
- De aanslag (1986)
- Růžová zahrada (1989)